# Offshore-Windpark Norther
Norther ist ein Offshore-Windpark in der belgischen Ausschließlichen Wirtschaftszone in der südlichen Nordsee. Der Windpark besteht aus 44 Windenergieanlagen, die zusammen eine installierte Leistung von 370 Megawatt haben.

## Lage
Der Windpark befindet sich etwa 23 Kilometer vor der Küste von Zeebrugge und ist damit der am nächsten zur Küste gelegene Offshore-Windpark Belgiens. Nördlich schließt sich der Offshore-Windpark Thorntonbank an.

## Geschichte und Bau
Im Jahr 2009 wurde die Genehmigung zur Errichtung des Windparks Norther erteilt. Das Betreiberkonsortium Norther NV gab 2016 bekannt, dass MHI Vestas die Windturbinen für das Projekt liefern wird.
Die ersten Offshore-Arbeiten begannen im Mai 2018. Die Umspannplattform wurde im August 2018 geliefert. Im selben Monat begann Van Oord mit der Installation der Monopile-Fundamente.
Mit der Errichtung der Turbinen wurde im Februar 2019 begonnen. Am 26. Februar wurde erstmals Strom in das belgische Netz eingespeist. Bereits Ende April 2019 waren alle Turbinen montiert.
Im September 2019 wurde eine Vereinbarung mit Google LLC getroffen, die eine Abnahme von 92 MW zur Energieversorgung des Rechenzentrums in Saint-Ghislain vorsieht. Ende Mai 2020 wurde der Windpark offiziell fertiggestellt.

## Technik

### Windenergieanlagen
Zum Einsatz kommen 44 Turbinen vom Typ MHI Vestas V164 mit einer Nennleistung von 8,4 Megawatt. Die Windenergieanlagen haben einen Rotordurchmesser von 164 m.

### Umspannplattform
Der Aufbau mit dem Transformator und den technischen Anlagen auf der Umspannplattform ist 32 m lang, 21 m hoch und wiegt 1300 Tonnen. Die Leistung des Transformators liegt bei 410 MW. Die Plattform ist über ein 220-kV-Seekabel mit dem Festland verbunden.